# Cistanche phelypaea
Cistanche phelypaea là loài thực vật có hoa thuộc họ Cỏ chổi. Loài này được (L.) Cout. mô tả khoa học đầu tiên năm 1913.

## Hình ảnh

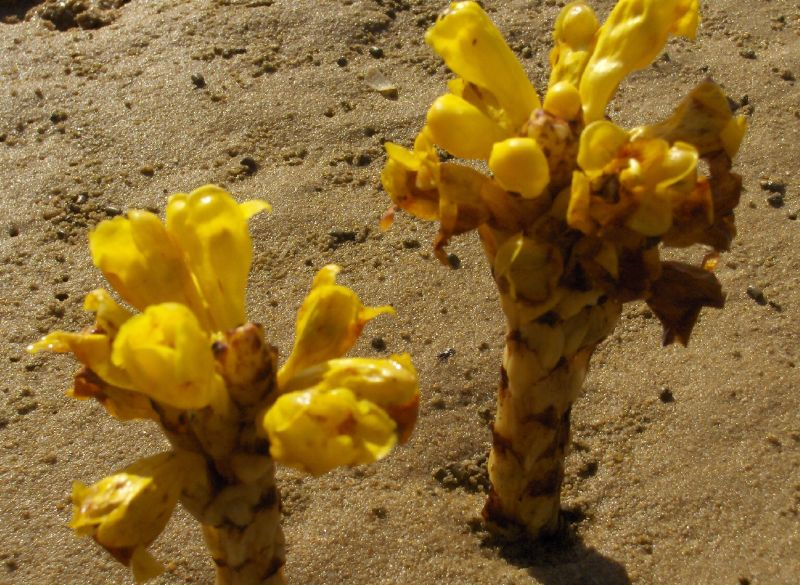
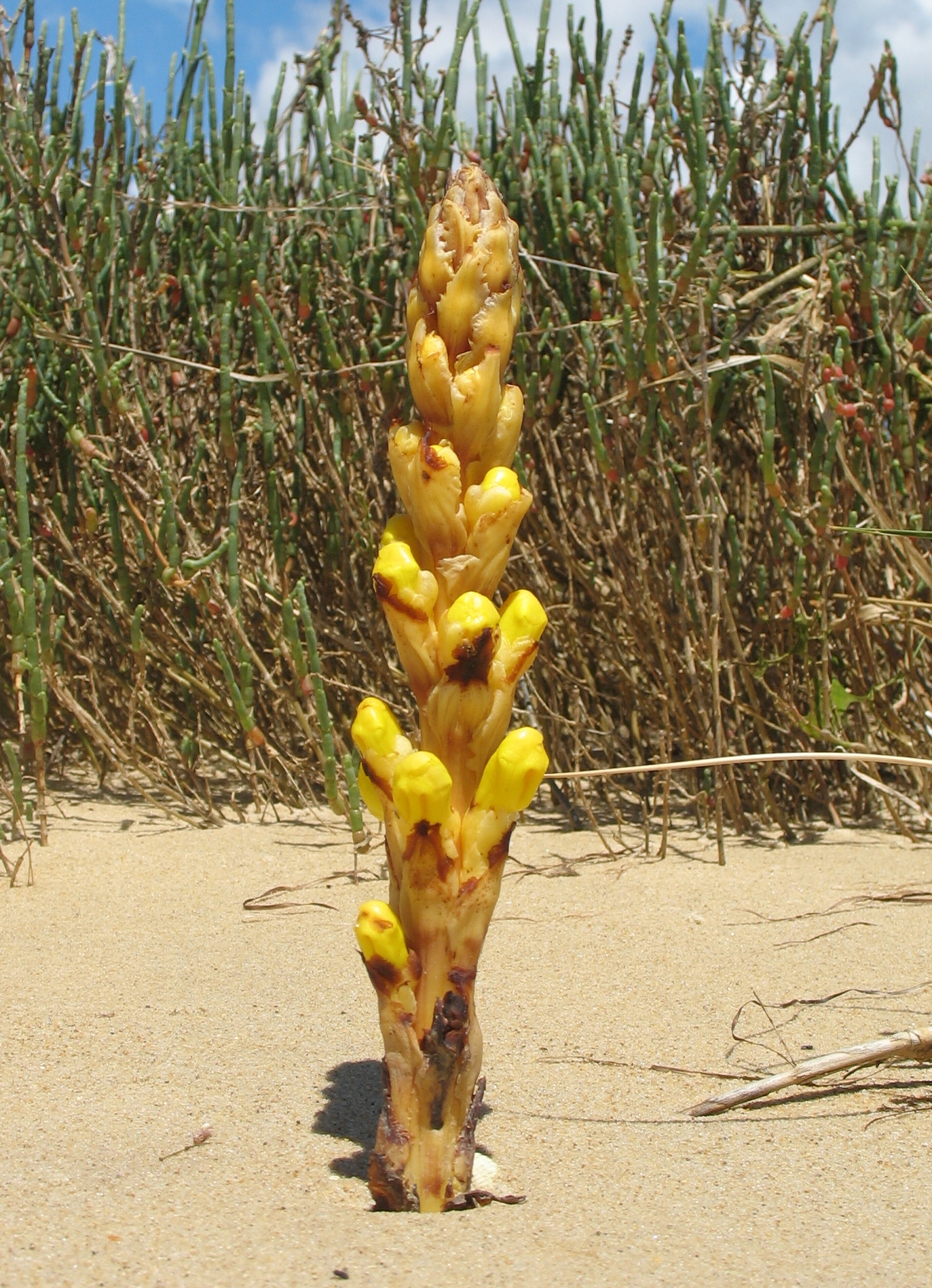
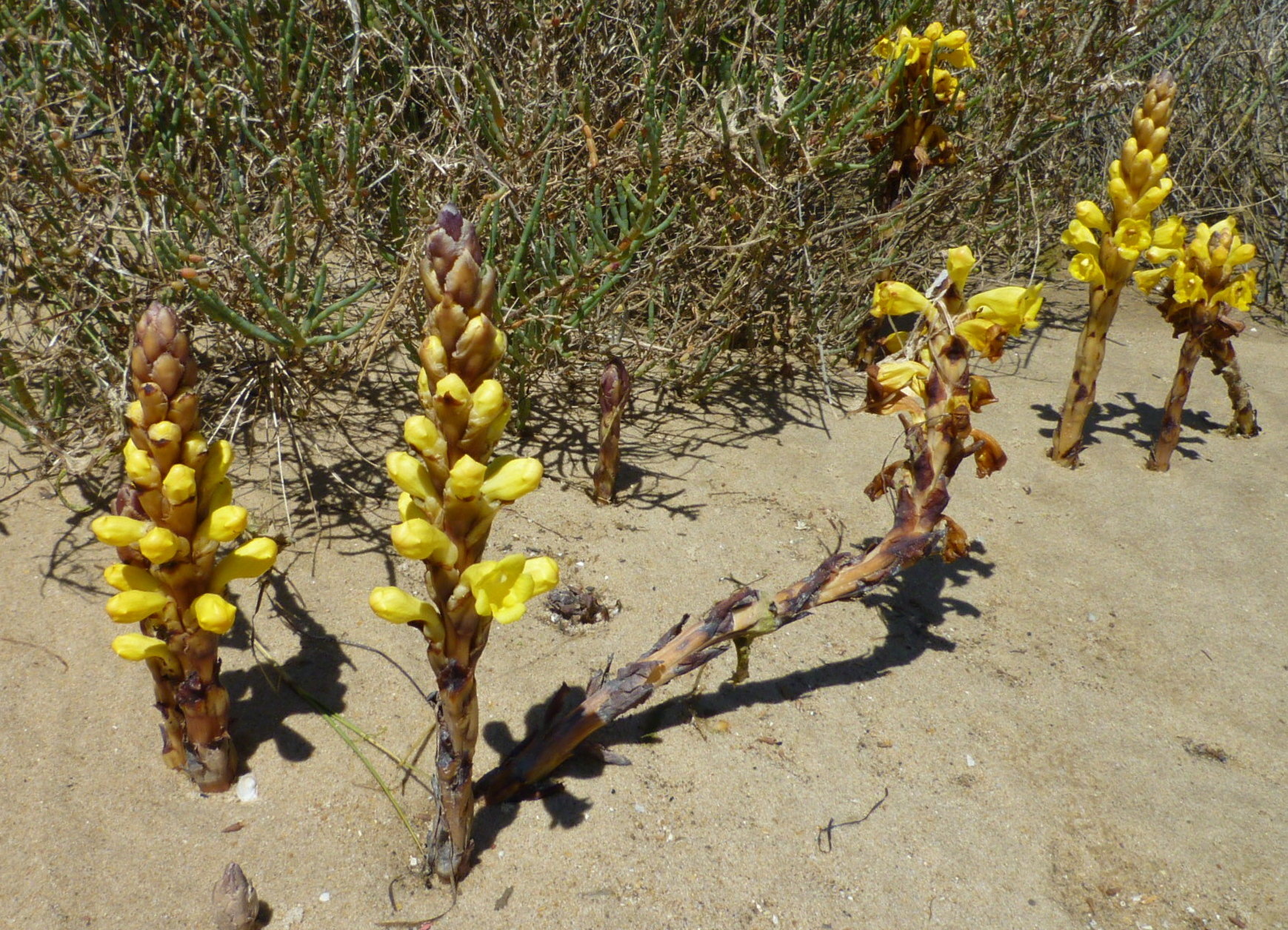
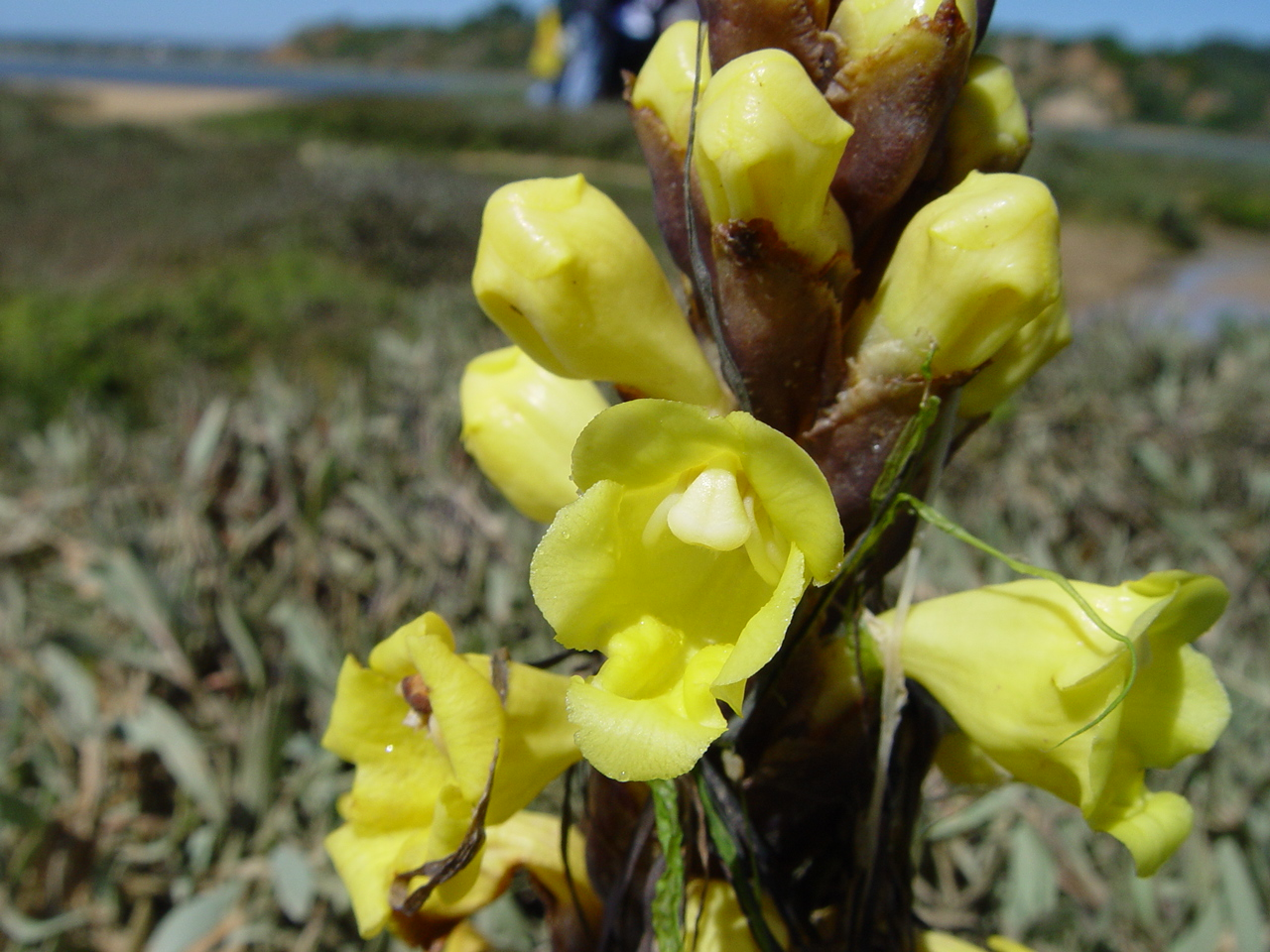